# Helmut Johannsen

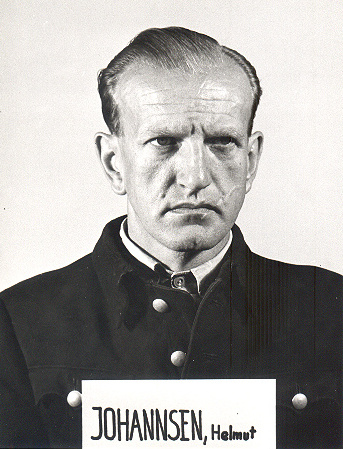
Helmut Johannsen als Zeuge bei den Nürnberger Prozessen.

Helmut Waldemar Johannsen (* 28. Januar 1908 in Neumünster, Holstein; † 14. März 1994 in Hamburg) war ein deutscher Zahnarzt und SS-Funktionär, zuletzt im Rang eines SS-Obersturmbannführers. Johannsen war unter anderem Chefzahnarzt im Konzentrationslager Buchenwald.

## Leben
Johannsen war ein Sohn des Instrumentenmachermeisters Heinrich A. Johannsen und seiner Ehefrau Emmy, geborene Fock. Von 1914 bis 1926 besuchte er das Gymnasium in Neumünster, wo er am 22. Februar 1926 das Reifezeugnis erhielt. Nach der Schulzeit arbeitete er zunächst mehrere Jahre lang in kaufmännischen Berufen, bevor er 1932 schließlich das Studium der Zahnheilkunde an der Universität Kiel aufnahm. Seit 1926 war er Mitglied der Studentenverbindung Landsmannschaft Ghibellinia Tübingen.
Im Februar 1934 bestand Johannsen in Kiel die zahnärztliche Vorprüfung. Anschließend setzte er sein Studium an der Universität Hamburg fort, wo er am 15. Februar 1936 die zahnärztliche Prüfung bestand und die Approbation als Zahnarzt erhielt.

## Laufbahn im Nationalsozialismus
Als SS-Angehöriger (SS-Nummer 69.470) war Johannsen bereits im August 1934 in die SS-Standarte „Germania“ der SS-Verfügungstruppe in Hamburg eingetreten. Nach erlangter Approbation wurde er schließlich zur zahnärztlichen Station der SS-Standarte in München versetzt. Zur Vertiefung seiner Kenntnisse belegte er zu dieser Zeit (im Sommersemester 1937) diverse medizinische Vorlesungen an der Universität München. Der NSDAP trat er zum 1. Dezember 1931 bei (Mitgliedsnummer 756.620).
Im Anschluss an eine kurze Kommandierung ins SS-Lazarett München-Dachau (KZ Dachau) wurde Johannsen im März 1938 zur zahnärztlichen Station der SS in Weimar-Buchenwald (KZ Buchenwald) versetzt, wo er die Stellung eines leitenden Zahnarztes im Rang eines Untersturmführers übernahm. Als SS-Mediziner wurde Johannsen mindestens bis in den Rang eines Obersturmbannführers befördert.
Nach dem Zweiten Weltkrieg wurde Johannsen als Zeuge im Rahmen der Nürnberger Prozesse vernommen. Er starb am 14. März 1994 in Hamburg.

## Beförderungen
- 20. April 1944: SS-Obersturmbannführer der regulären SS und Obersturmbannführer der Reserve der Waffen-SS

## Schriften
- Besondere Veränderungen an den Zähnen und den Bissverhältnissen nach Kieferbrüchen, 1939. (Dissertation)